# Jakob Barckman
Jakob Barckman, född på 1590-talet, död juli 1669, var en svensk rådman och riksdagsman.

## Biografi
Jakob Barckman föddes omkring 1590. Han var son till handlanden Albrekt Barckman och Gertrud Grönberg. Barckman var från 7 juni 1624 till maj 1625 kämnär, från maj 1625 till 7 maj 1626 rättarfogde. Han var riksdagsman vid riksdagen 1630 och var 1630–1631 inspektor över köphandeln med viktualiepersedlare. Barckman var 1631–1665 kyrkvärd i Storkyrkan. Han avled 1669 och begravdes 17 december samma år i Storkyrkan.

### Egendom
Barckman ägde flera stenhus. Ett vid hörnet på Storkyrkobringen och Gråmunkegränd, ett stenhus vid Gråmunkegrädn, ett stenhus vid Kinstugatan och en trädgård på Södermalm.

### Familj
Barckman gifte sig 17 juni 1621 i Nikolai församling, Stockholm emd Brita Jönsdotter (1602–1668), dotter till rådmannen Jöns Eriksson. De fcik tillsammans barnen Margareta Barckman (död 1622), kämnären Albrecht Barckman (död 1623), hovrådet Johan Leijonberg (1625–1691), Jacob Barckman (född 1626), Gertrud Barckman (född  1627) som var gift med kämnären Alexander Olofsson, överinspektorn Didrik Leijonberg (född 1628) i Finland, Brita Barckman (1630–1672) som var gift med häradshövdingen Johan Wattrang, skeppskaptenen Jöns Barckman (född 1631), kommissarien Jacob Barckman (1633–1696), Margareta Barckman (1634–1693) som var gift med kyrkoherden Johannes Vultejus i Riddarholmens församling, kommissarien Petter Barckman (född 1635) i Helsingör, Augustin Barckman (född 1636), Christina Barckman (1637–1667) som var gift med tullöverinspektorn Lars Bengtssn Banck, envoyé Anders Leijonkloo (1639–1617), Matthias Barckman (född 1642) och en son (död 1665).